# Örbackens kalkkärr
Örbackens kalkkärr är ett naturreservat som ligger cirka tre kilometer sydost om Skänninge i Östergötland. Reservatet ingår i EU:s nätverk av värdefull natur, Natura 2000.
I Örbacken finns flera upprinnor, som skapar de rikkärr (kalkkärr) som finns i området. Vattnet rinner till kärrets upprinnor från kullarna runtomkring. På sin underjoriska vandring blir vattnet kalkrikt, och kalken "fälls ut" när det kommer i kontakt med luftens syre. I kärret kan man se den utfällda kalken som en vitaktig sörja.
Tack vare det kalkrika vattnet och kreatursbetet växer en mycket värdefull flora i reservatet. Här kan man hitta arter som flugblomster, svarthö, sumpgentiana, vaxnycklar, ängsnycklar, blodnycklar, majviva och kärrknipprot.

## Bilder

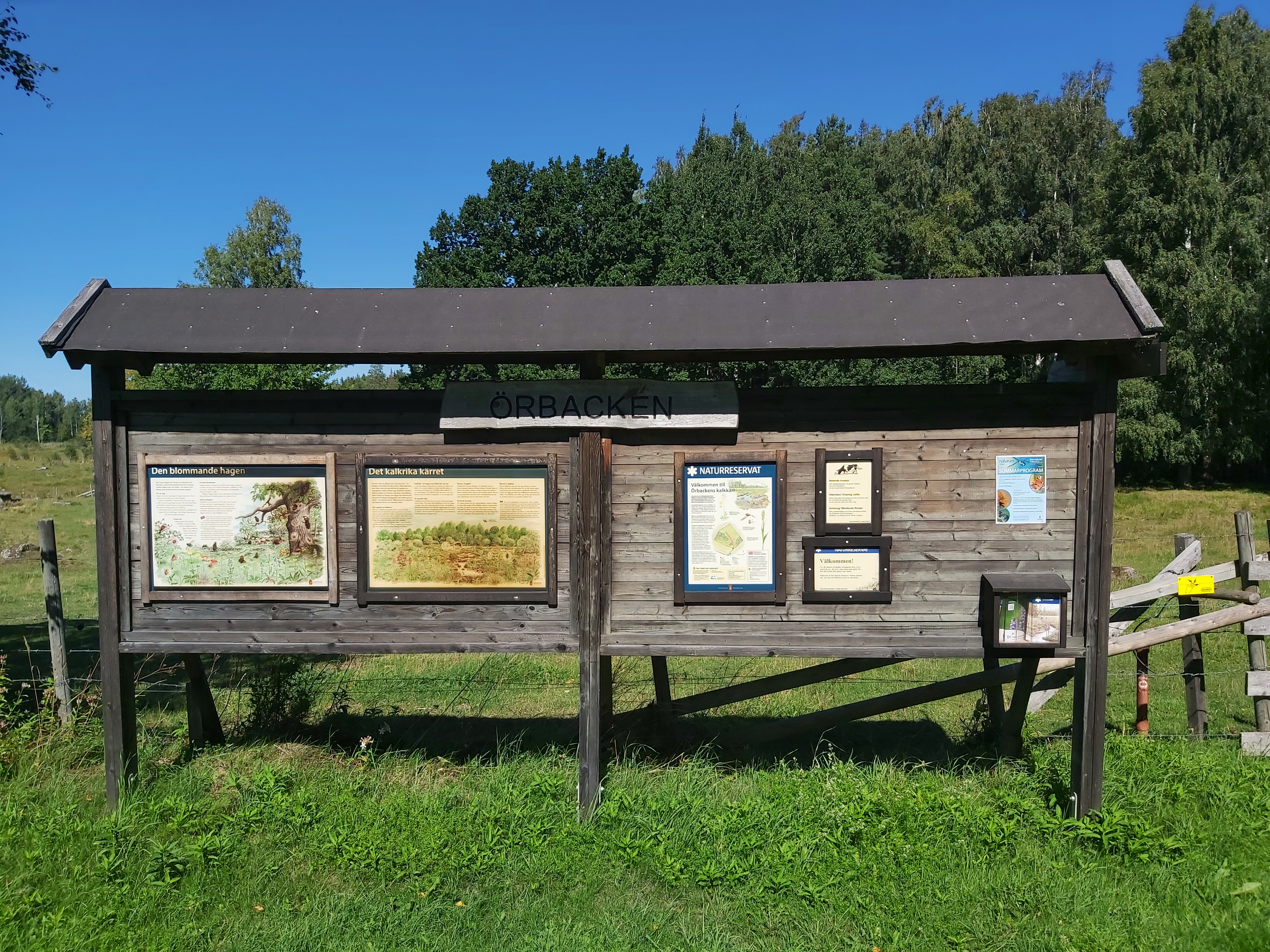
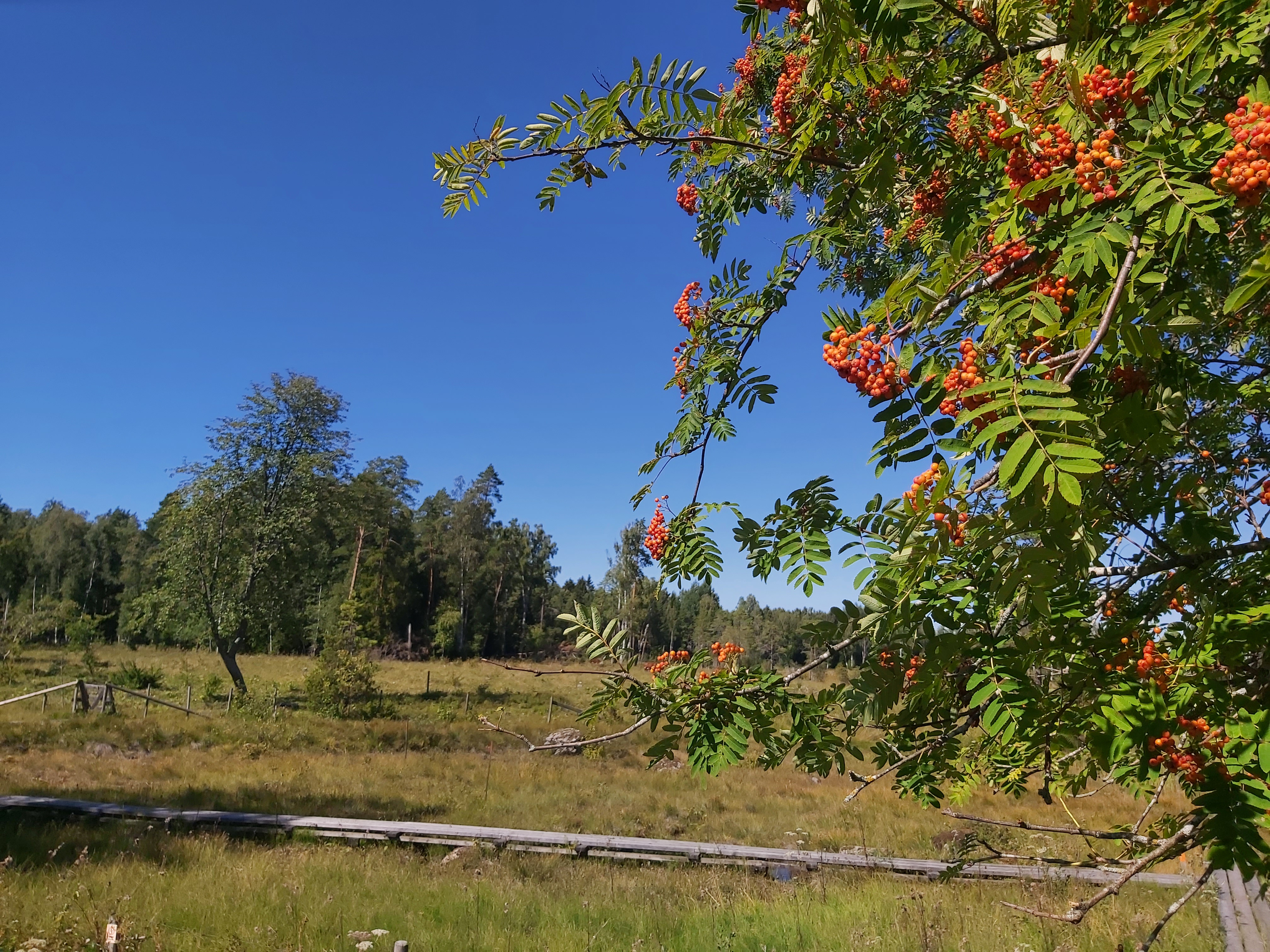
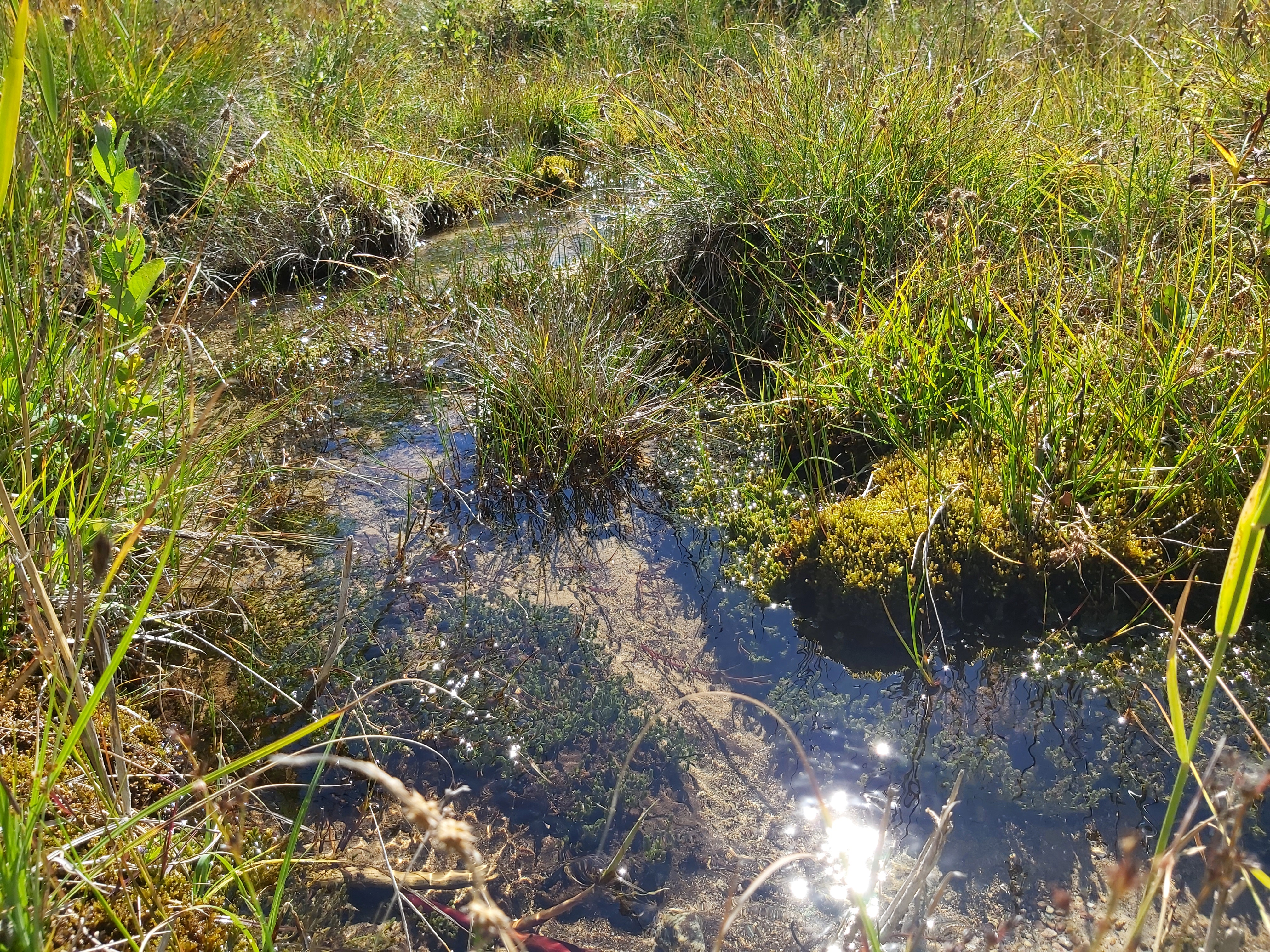
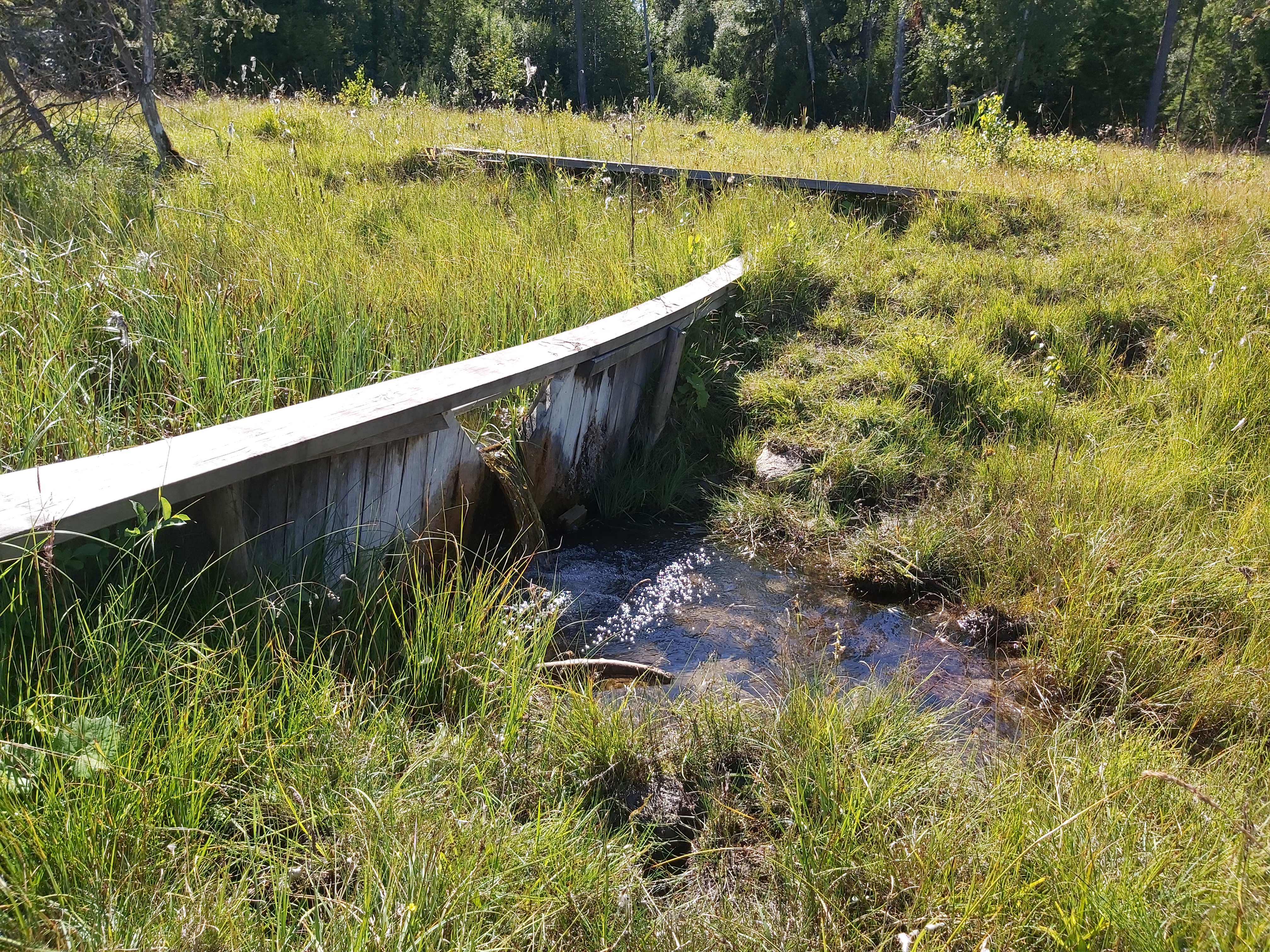
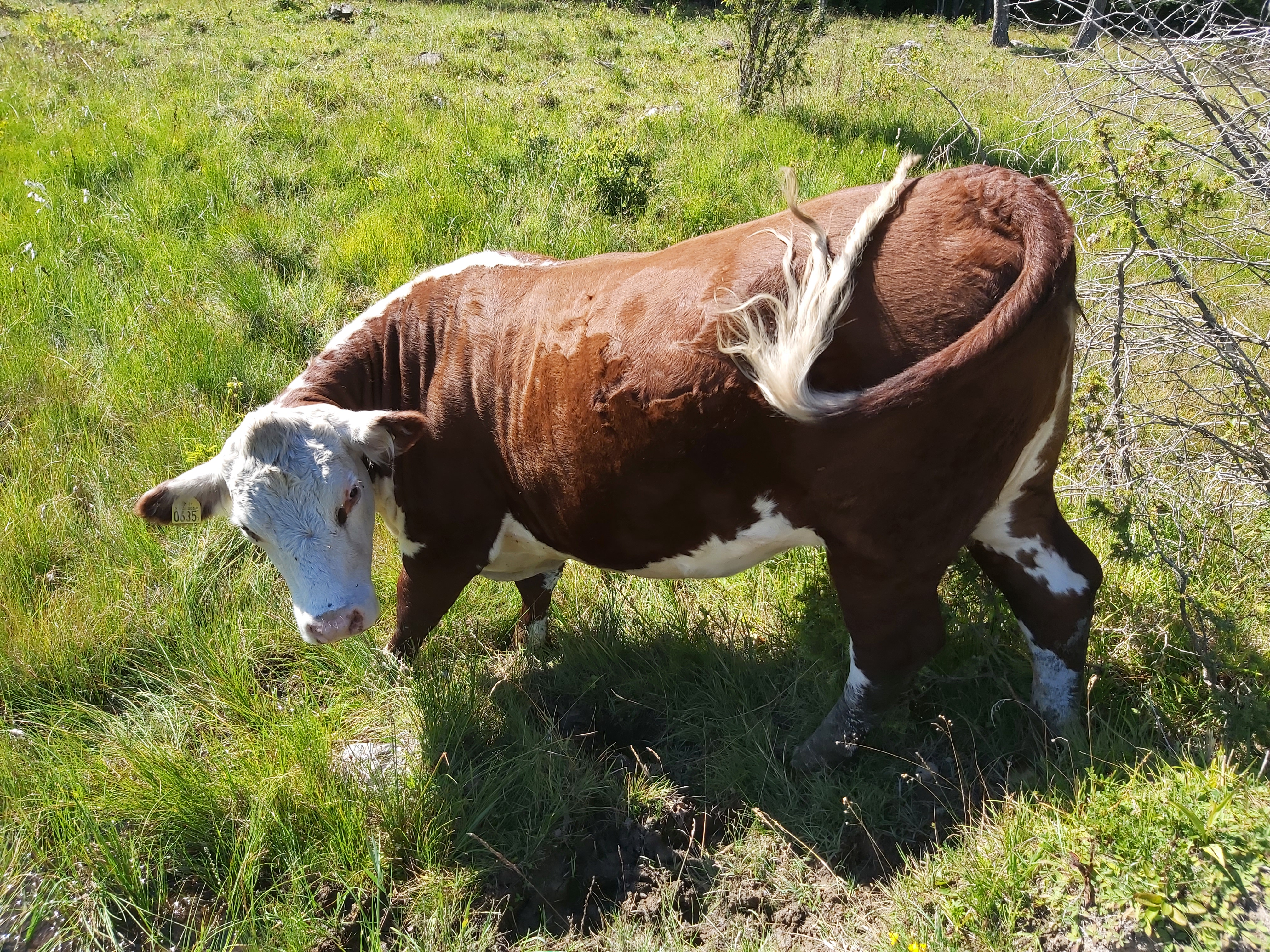
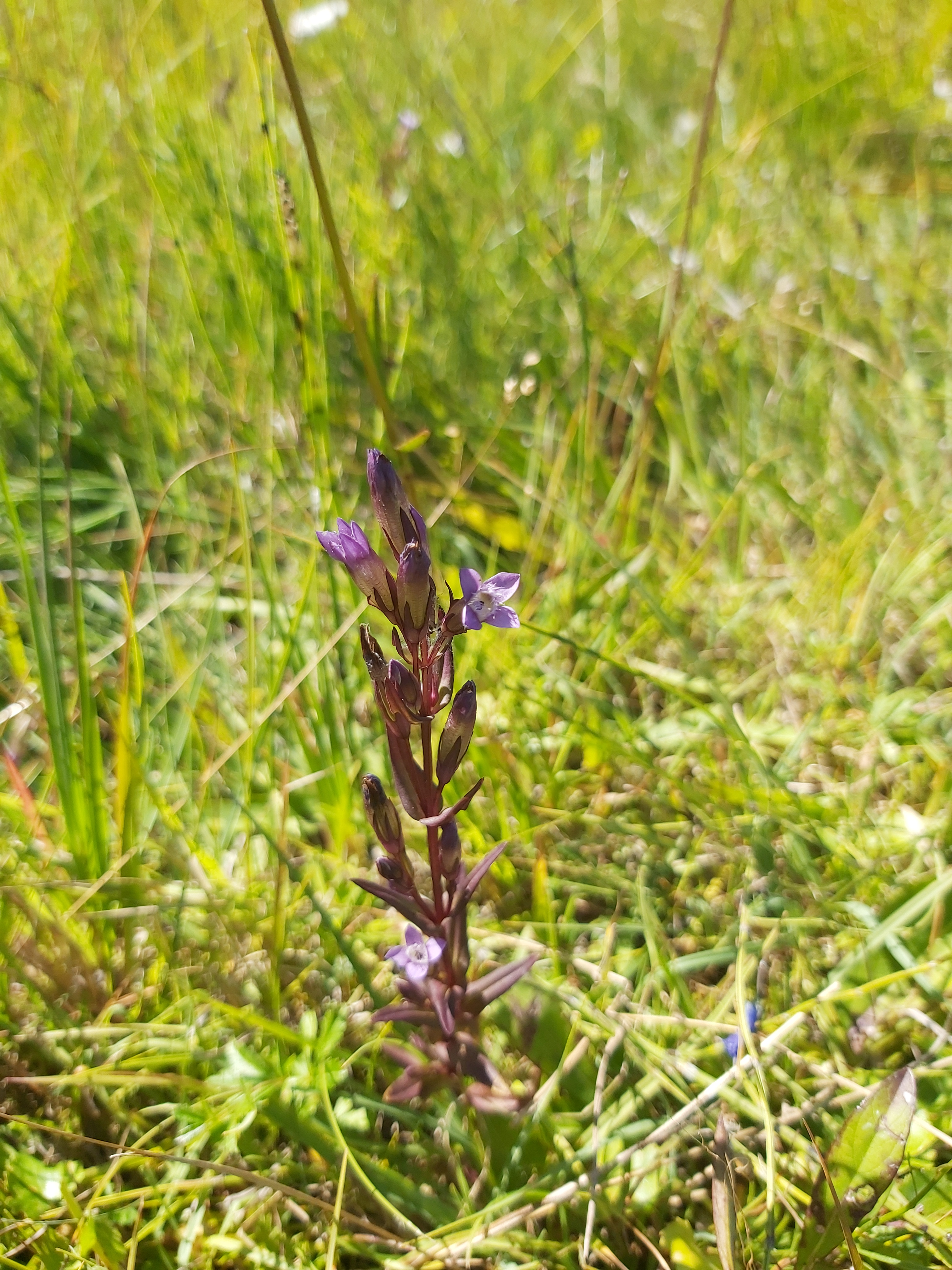
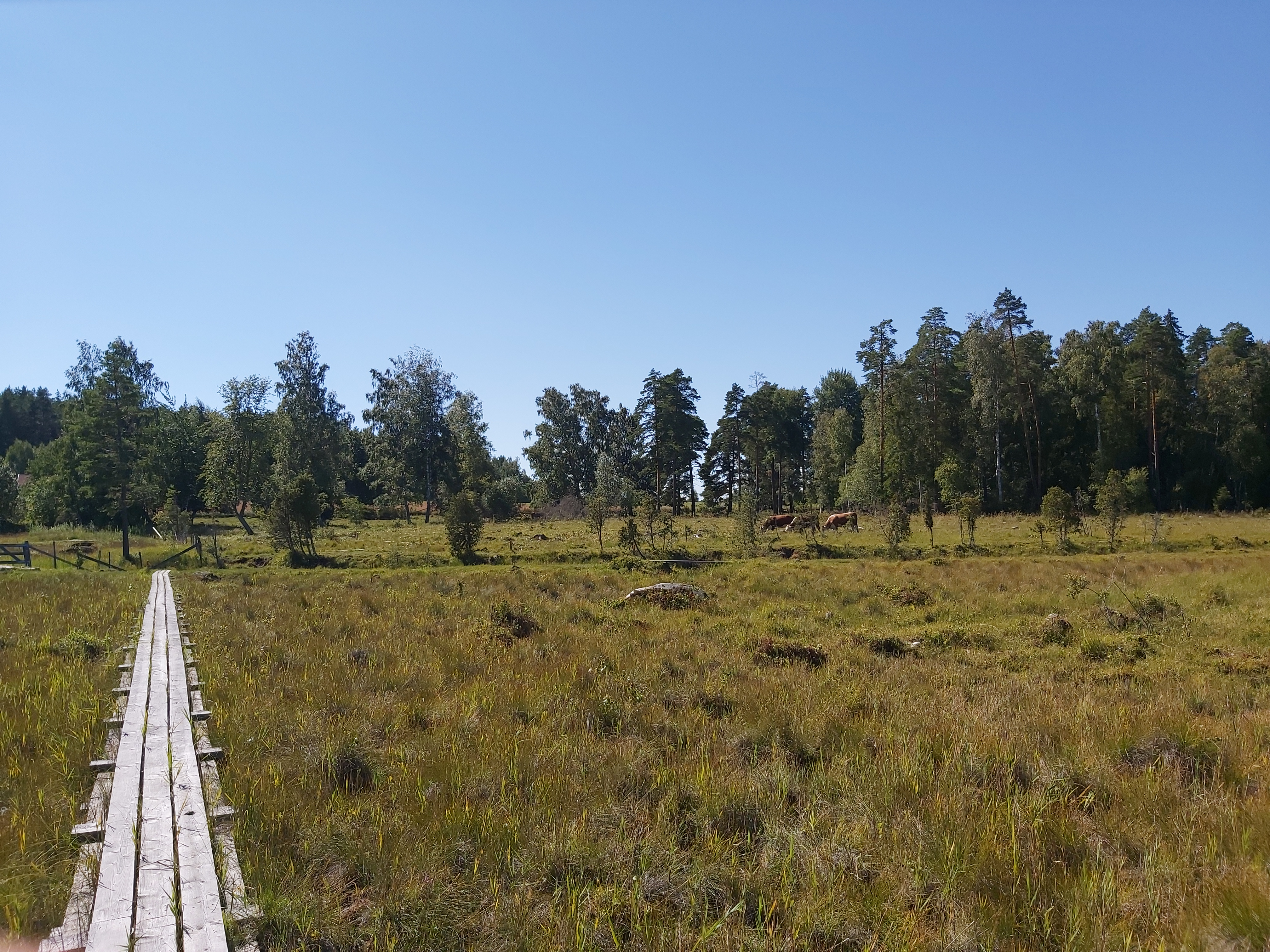
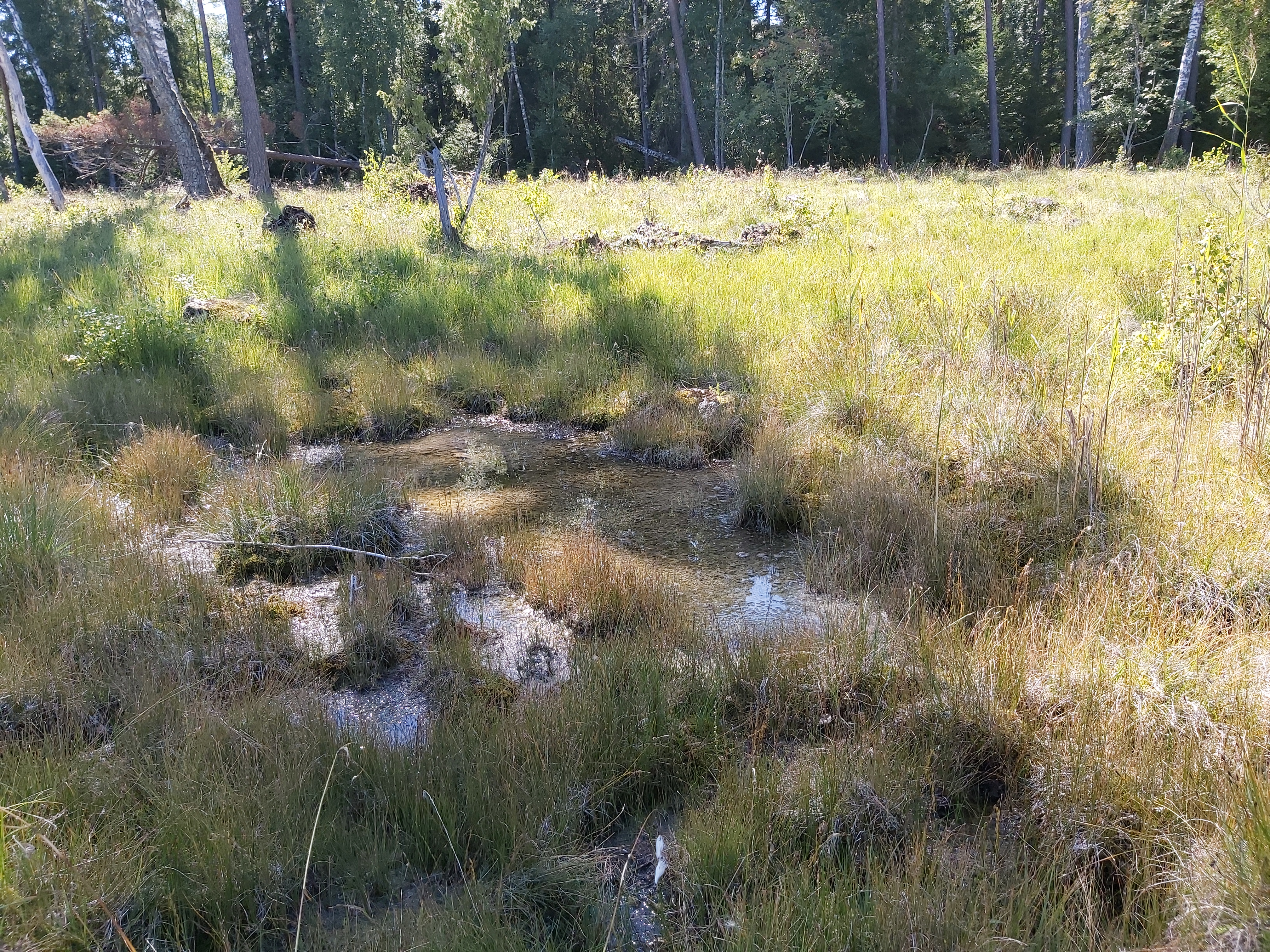
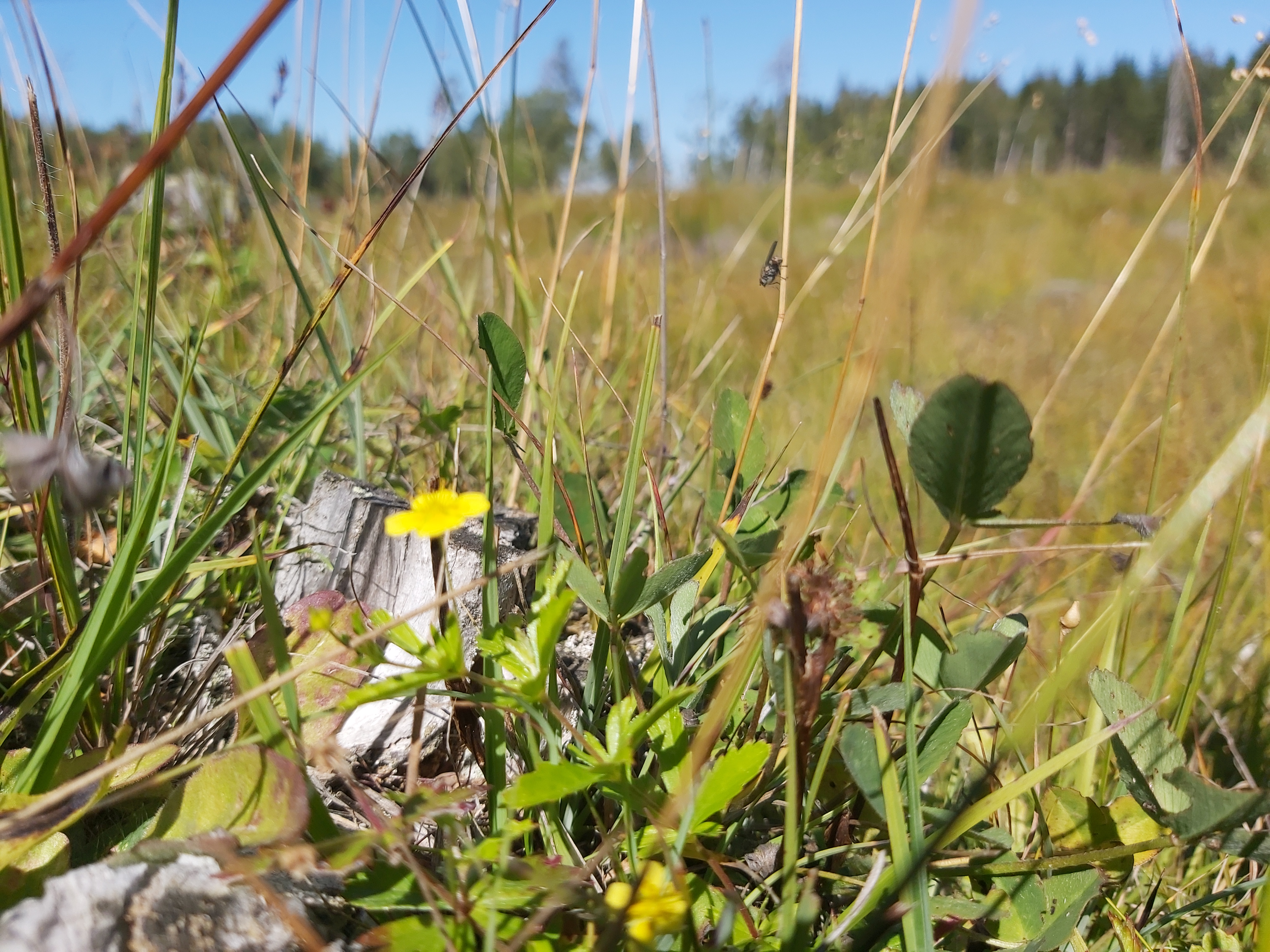
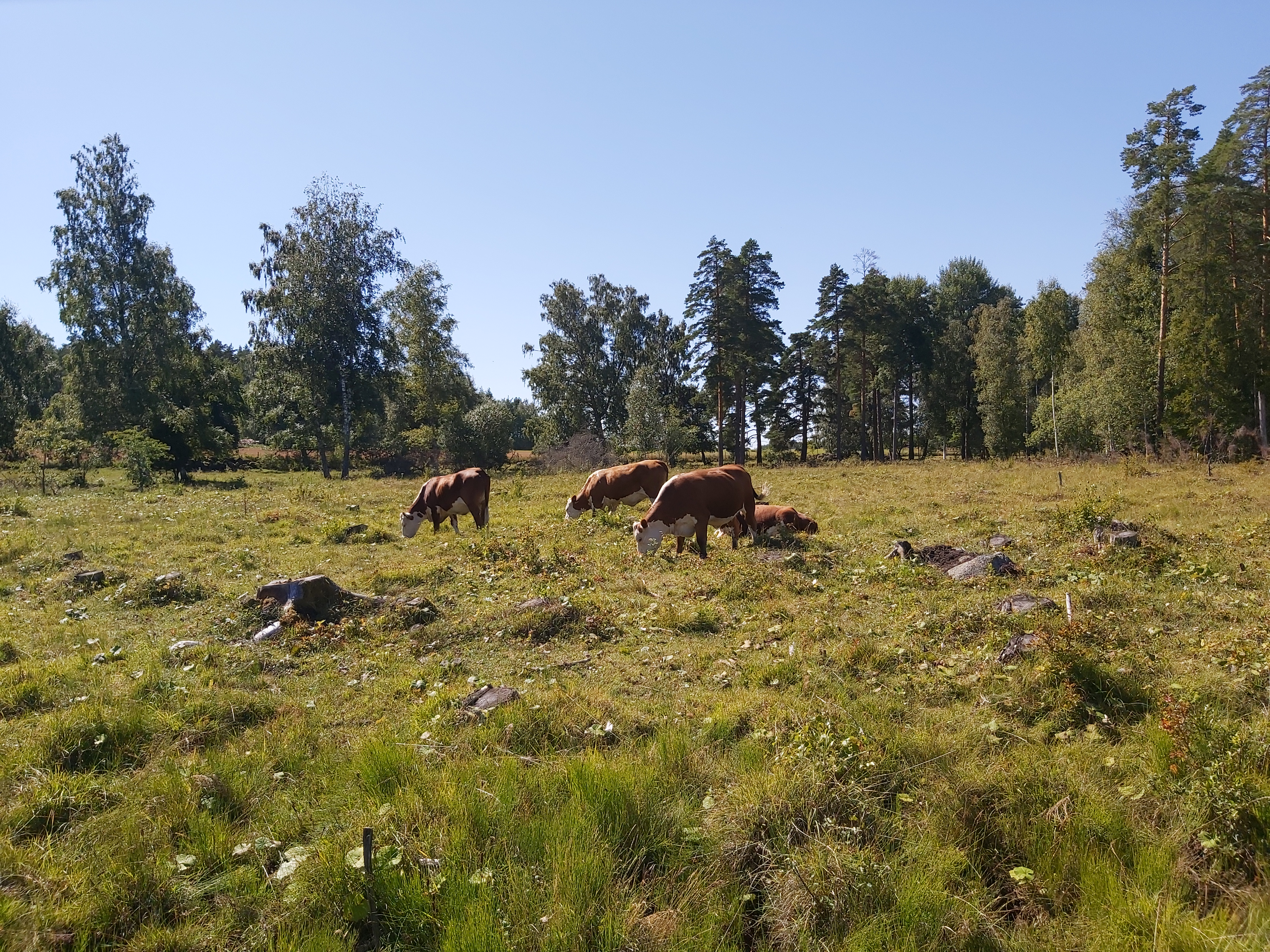
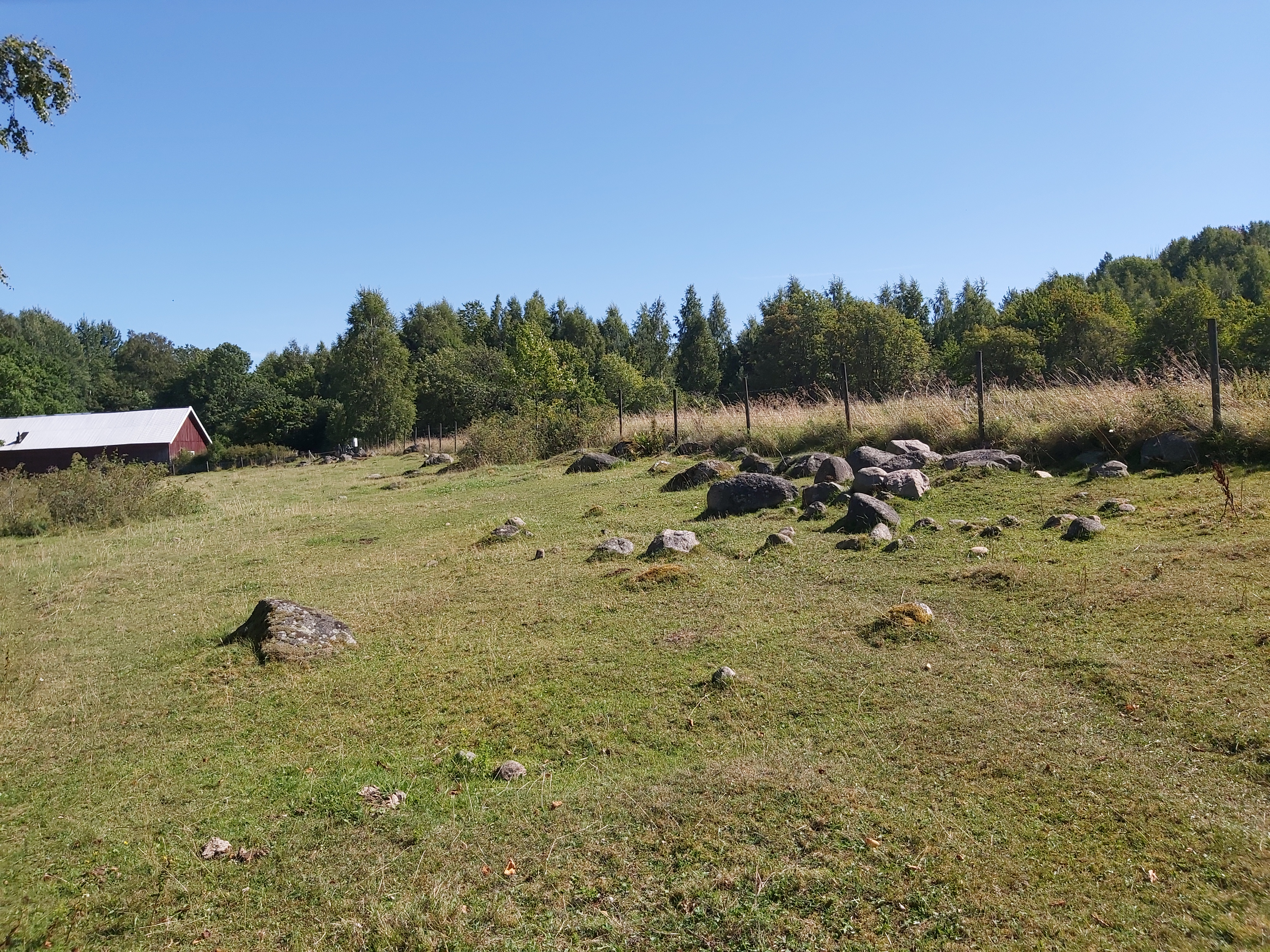
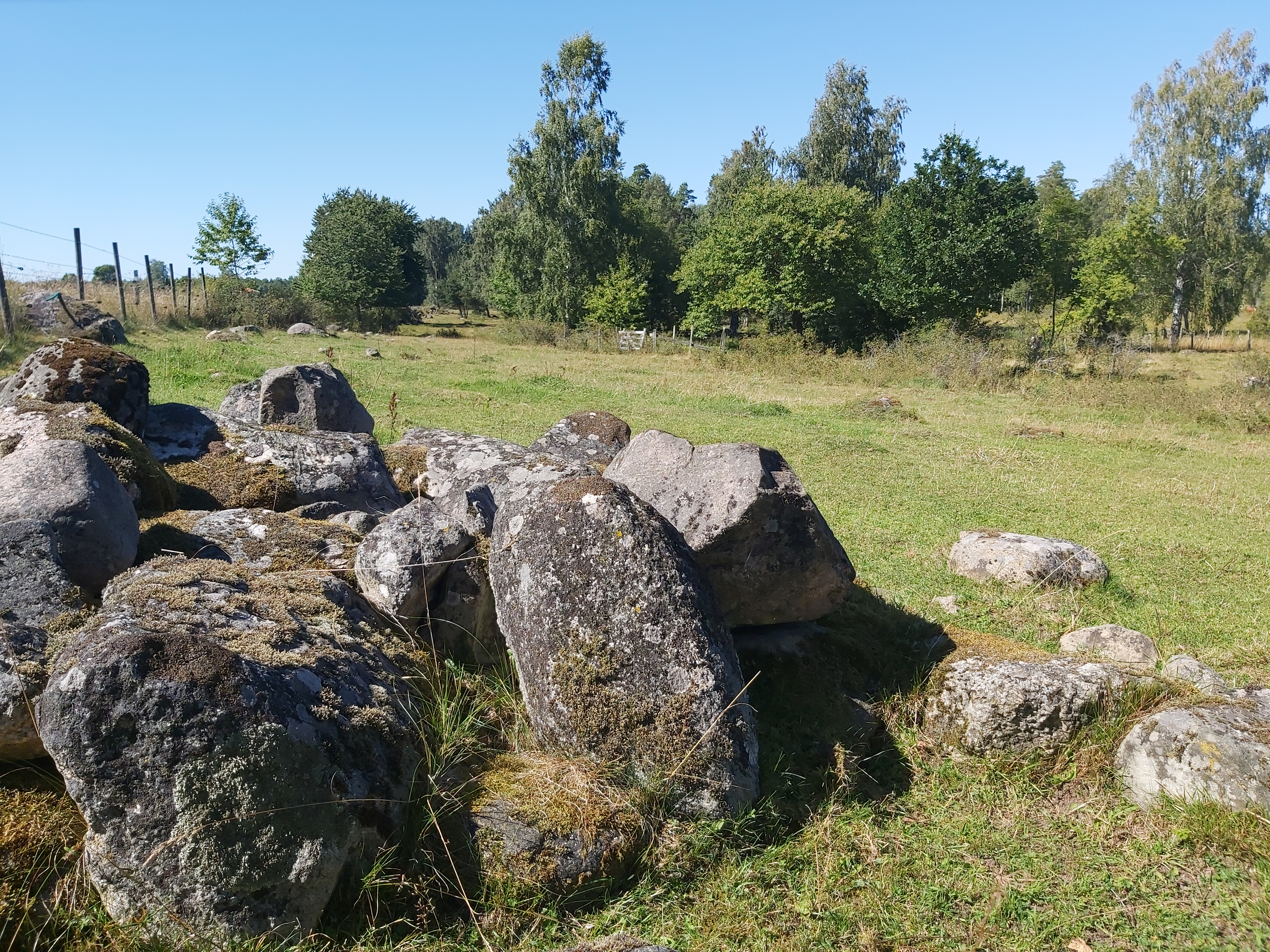